# Панасюк Андрій Сергійович
Андрі́й Сергі́йович Панасю́к (1984—2024) — український військовослужбовець, учасник російсько-української війни.

## Життєпис
Народився 27 липня 1984 року в селі Косяківка Таращанського району Київської області. Проживав у селі Василиха Ставищенського району. Закінчив Василиську ЗОШ у 2000 року, а 2003 р. — Володарське ПТУ. Після закінчення училища проживав у місті Боярка; одружився. Тривалий час працював на заводі «Вентс».
З 13 лютого 2023 прийнятий на військову службу у десантно-штурмові війська; старший стрілець аеромобільного батальйону.
Загинув 29 квітня 2024 року поблизу селища Новоселівське Сватівського району Луганської області.

## Нагороди
- Орден «За мужність» III ступеня[3].